# Оногури

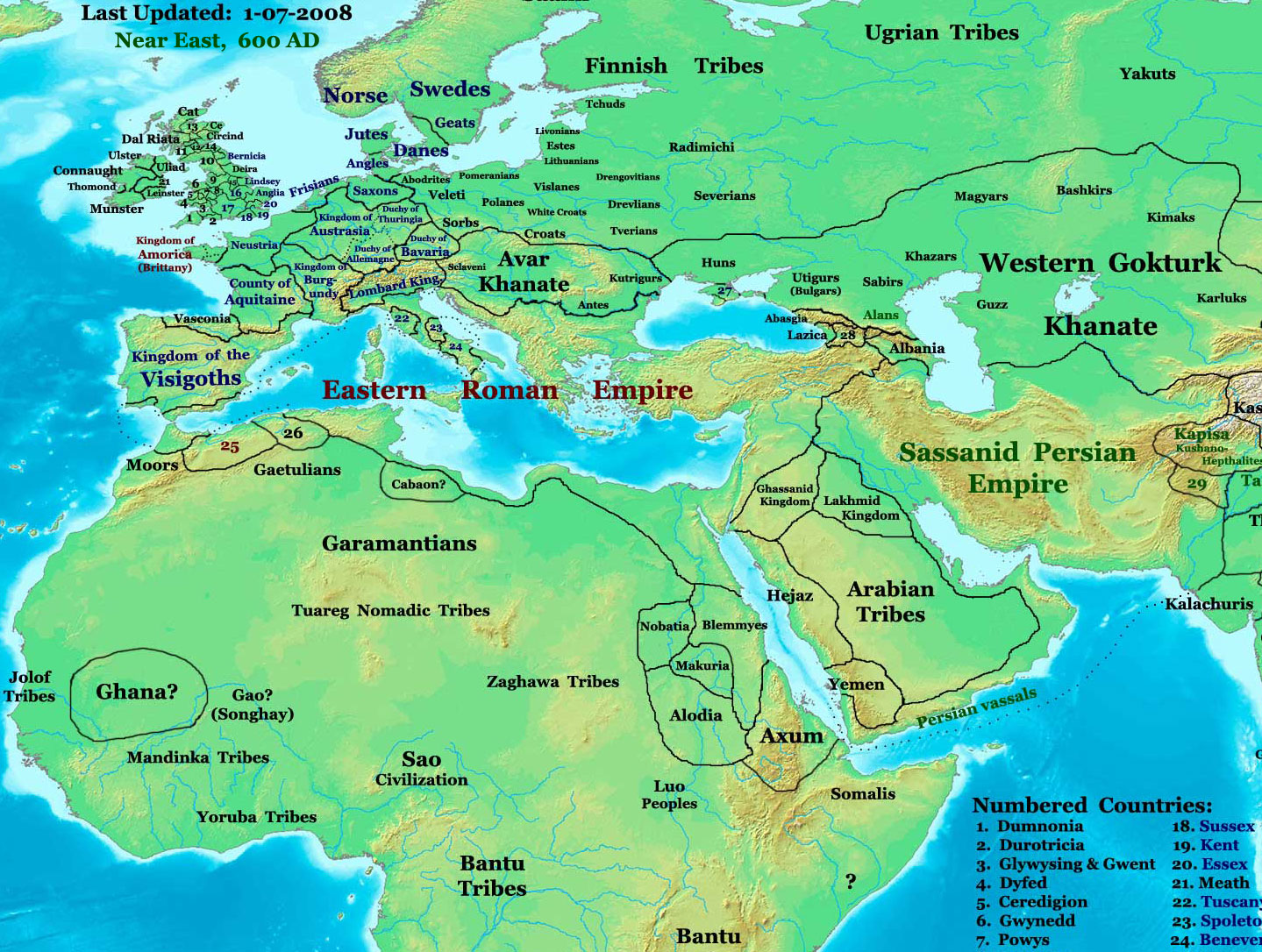
Європа 600 AD

Оногури (грец. ’Ονόγουροι, ’Ονογούρων) — також відомі як (булгарські) утигури, племена кінних кочівників, що мешкали протягом V—VIII століть у степах Північної Євразії на схід від річки Дон (над Чорним морем і в Кубані). Оногури переправилися через Волгу і вступили в Європу близько 460 року в більш широкому контексті Великого переселення народів і тюркських розселень. Також згадується, як гунське плем'я (гуно-гандурів).
Короткий період слави оногурів припадає на першу половину сьомого століття, коли почала слабшати імперія Тюрків. Засновником був Орхан, якому 619 року вдалося встановити дипломатичні відносини з Візантією. Хрещення в Константинополі і визнаний імператором Іраклієм за римського патриція, вступив в союз з Візантією, спрямованих проти аварів. Його наступник Кубрат відвоював у тюрків землі, що лежать між Кубанню й Доном, а потім, після розгрому аварів 635 року, підпорядкував землі, що розташовані далі на захід від землі кутригурів. Створена Кубратом держава не протривала довго після його смерті. Між 660 і 670 років вона розпалася під ударами хозарів.
У старій інтерпретації тюркської мови оногур: О ~ означає «10» і Гар ~ ~ Гюрсу Гур ~ Gundur, означає «плем'я», так оногур означає «10 союзних племен», тобто союз племен (так само, як і гуни вважаються не самоназвою народу, а спільнотою племен).
Угорці вважають, що з них: три племені оселилися в угорській Трансильванії, а сім племен — в Паннонії. Проводять також аналогію між оногурами та булгарами, оскільки: Бюль ~ Бол означає «багато» і Гар ~ ~ Гюрсу Гур ~ Gundur означає «плем'я», тобто «люди з багатьох племен». Існували також історичні взаємовідносини між оногурами та імперією хозарів, до смерті Алмоша та його сина великого князя Арпада.